# Motopedale
Motopedale is een historisch merk van motorfietsen.
Ets. Motopédale, Courbevoie, Seine (1933-1939).
Frans merk dat 98- en 123 cc tweetakten met Aubier Dunne-motoren bouwde. Daarnaast ook viertakten met 248-, 348- en 498 cc JAP-, Python- en andere blokken.